# Ermida de São Pedro das Cabeças
A Ermida de São Pedro das Cabeças é um edifício religioso no Município de Castro Verde, em Portugal. Está situado no local onde, segundo a tradição popular, se deu a Batalha de Ourique, em 1139.

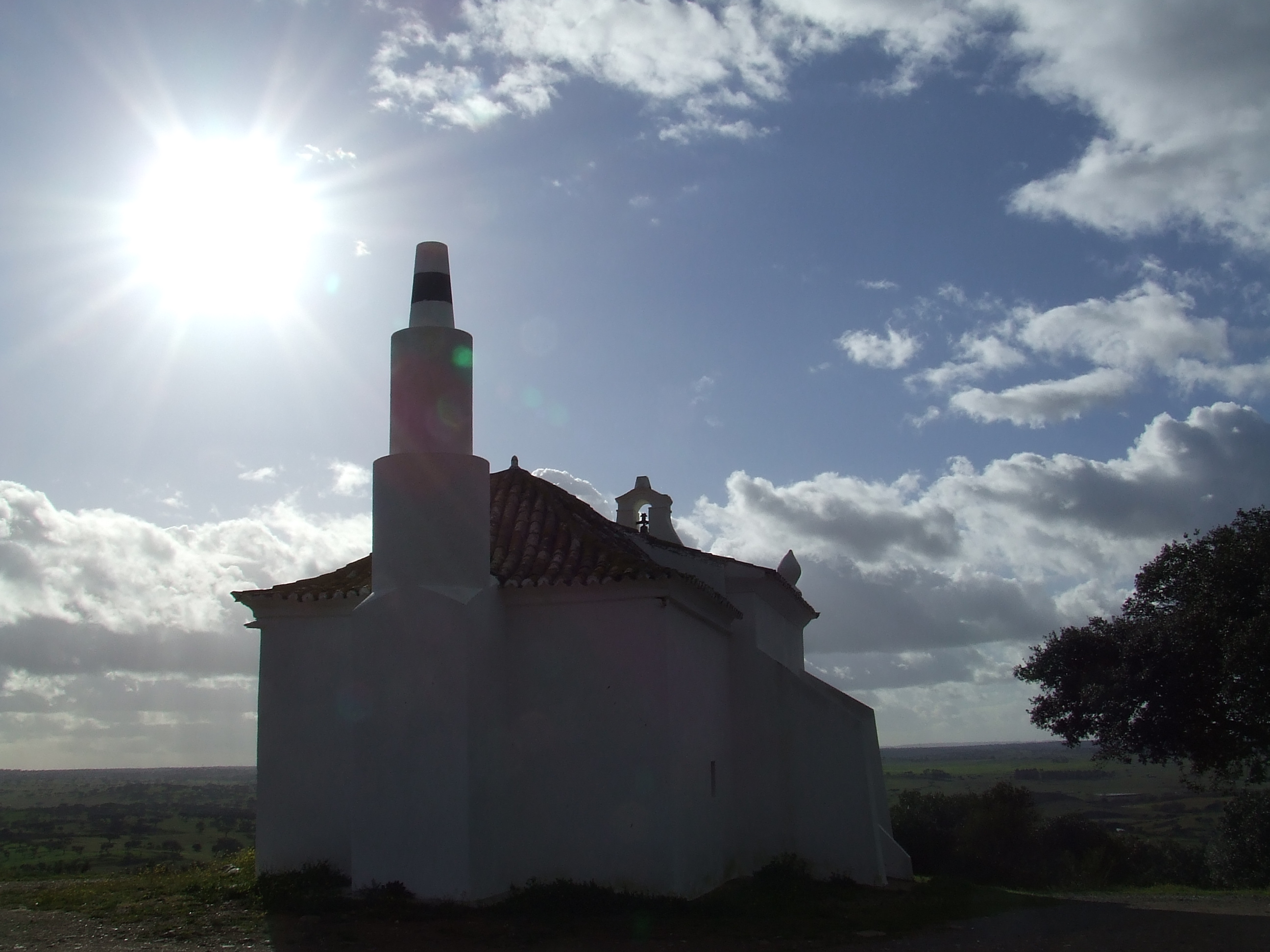
Fachada Nordeste da ermida, vendo-se o vértice geodésico anexo à cabeceira.

## Descrição
A ermida situa-se nas imediações da povoação de Geraldos, a cerca de quatro quilómetros de distância de Castro Verde. Ocupa o topo de uma colina, a segunda mais elevada no concelho, de onde se pode se tem uma excelente visão da paisagem em redor. Neste local também existe um sítio arqueológico, conhecido como Castro de Castro Verde.
Foi construída no estilo maneirista, com uma forte feição vernacular. O edifício é de pequenas dimensões e possui uma só nave, sendo desta forma um exemplo da continuidade do modelo quinhentista para a construção de templos. É formado por dois corpos de planta anexos de planta sensivelmente quadrangular, correspondentes à nave e à capela-mor. A fachada principal é aberta por um portal rectangular sobre um degrau, com uma pequena janela de cada lado, sendo rematada por uma empena triangular com beiral e cunhais com urnas. No alto da fachada ergue-se um campanário de pequenas dimensões, que terá sido construído depois do resto do edifício. As paredes laterais da nave são cegas, com contrafortes, enquanto que a cabeceira possui uma pequena janela na face Norte, e um contraforte central, no topo do qual se ergue um marco geodésico.
No interior, a nave está coberta por uma abóbada de berço, enquanto que na capela-mor a cobertura forma uma cúpula. O arco triunfal ergue-se sobre pilastras, sendo de volta perfeita. O altar-mor foi construído em madeira, tendo sido ornado com uma mitra e chaves cruzadas, símbolos de São Pedro, e no topo apresenta um nicho em alvenaria, com arco de volta perfeita, onde se situa uma imagem do santo.
De acordo com a tradição, a Ermida de São Pedro das Cabeças integra-se num conjunto de sete capelas irmãs, tendo cada uma vista para todas as outras. Os outros seis templos que fazem parte do conjunto são a Ermida de Senhora do Amparo, em Mértola, a Ermida de Senhora de Guadalupe, em Serpa, o Santuário da Senhora da Cola, em Ourique, a Igreja de Nossa Senhora do Castelo, em Aljustrel, a Igreja da Senhora da Saúde, em Martim Longo, o Santuário de Nossa Senhora da Piedade, em Loulé, e a Capela de Nossa Senhora de Aracelis, em Castro Verde.

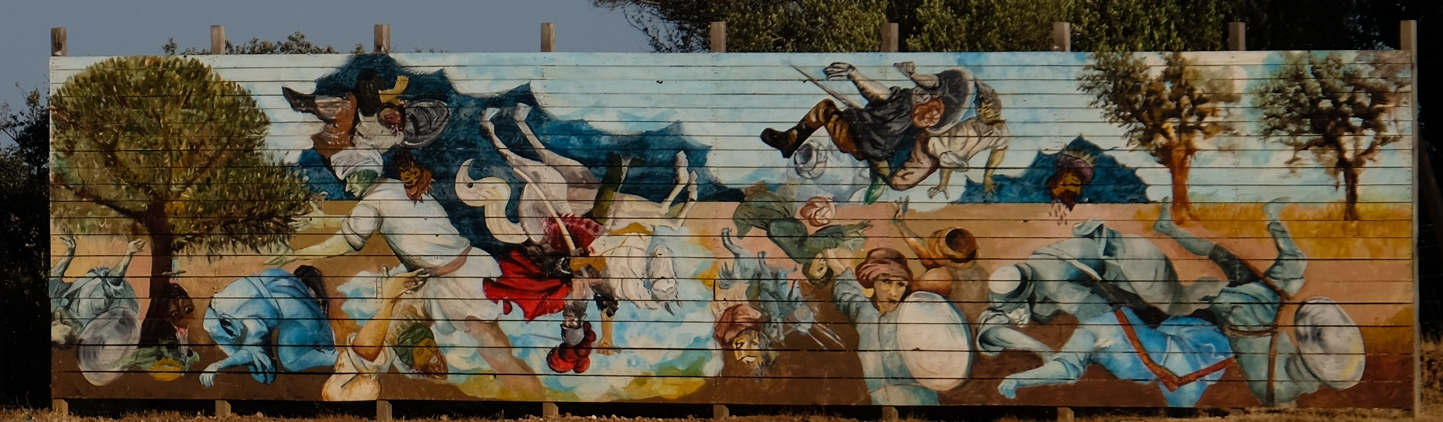
Painel alusivo à Batalha de Ourique, instalado em 2014.

## História
O local onde se situa a capela teve ocupação desde tempos muito remotos, tendo sido descobertos vestígios de vários utensílios e estruturas do período Neo-Calcolítico.
Segundo a tradição popular, foi neste local que se deu a lendária Batalha de Ourique em 25 de Julho de 1139, onde as forças portuguesas, comandadas pelo rei D. Afonso Henriques, foram vencedoras. Esta ermida terá sido construída na segunda metade do século XVI, em comemoração da batalha, existindo no seu interior uma inscrição com a data de 1709. Originalmente pensava-se a construção da ermida tinha sido ordenada pelo rei D. Sebastião nos finais do século XVI, na sequência da sua visita a Castro Verde, em 1573. Porém, existe documentação que relata que em 1838, a capela estava situada na propriedade do Morgado dos Viseus de Lagos, e que os seus ornamentos interiores encontravam-se muito degradados, pelo que se avançou a hipótese que terá sido construída por esta família, que também seria responsável pela sua conservação. Com efeito, o mesmo documento informa que um das últimas intervenções desta família na capela tinha sido a oferta de um missal em 1709, por Brites Viseu. Desta forma, é possível que o edifício tenha sido construído apenas na segunda metade do século XVII.
Em 1785, foi construído um monumento comemorativo da Batalha de Ourique junto à ermida, que foi transferido em 1960 para o centro da vila de Castro Verde.
Em 2014, a Câmara Municipal de Castro Verde executou um programa de requalificação na zona envolvente à ermida, no âmbito das comemorações dos 875 anos da Batalha de Ourique, que incluiu a instalação de um painel de 12 m e de painéis informativos sobre aquele evento histórico. Em 2016, a autarquia estava a preparar um programa de valorização do local de São Pedro das Cabeças, que iria incluir a instalação de um centro interpretativo dedicado à Batalha de Ourique, de zonas de repouso e observação da paisagem, a um percurso de visita em calçada portuguesa entre a capela e o monumento à batalha, passando pelo sítio arqueológico, e uma estrutura de apoio a painéis interpretativos e informativos sobre a batalha. A ermida foi alvo de um assalto na noite de 8 para 9 de Agosto de 2022, tendo sido roubado o sino e várias peças do interior, e o sino em bronze. As imagens eram de pouco valor, sendo do mesmo tipo das que se podiam adquirir em Fátima, uma vez que as peças de arte sacra já tinham sido retiradas anteriormente das ermidas mais isoladas, mas o sino era de grande importância devido à sua antiguidade, sendo do século XVII ou XVIII. Alguns dias depois, todas as peças roubadas foram encontradas junto à estrada para a ermida, incluindo o sino, que ficou danificado durante o roubo.